# Fitz József-könyvdíj
A Fitz József-könyvdíjat az egykori Művelődésügyi Minisztérium alapította 1988-ban; első ízben 1989-ben adták át. A díjat könyvtárak, könyvtárosok szavazatai alapján az előző évben Magyarországon megjelent legjelentősebbnek tartott könyvnek ítélik oda. A díjat a Magyar Könyvtárosok Egyesületének éves vándorgyűlésén adják át.
(Az alábbi lista a díj átadásának éve szerint van rendezve, tehát a felsorolt könyvek kiadási éve mindig a megelőző év.)

## Díjazottak

### 1989
- Árpád népe / László Gyula – Helikon
- Élet a földön / David Attenborough – Novotrade Rt.
- Erdélyi utakon / Szacsvay Imre – Kossuth Nyomda, Officina Nova
- Vízaknai csaták / Cseres Tibor (1. kiad.: Szépirodalmi; 2. kiad) – Magvető
- Zsivágó doktor / Borisz Paszternak – Európa

### 1990
- A világ emlékművei / Csoóri Sándor – Magvető
- Házsongárd / Lászlóffy Aladár, Kántor László – Helikon
- Kalotaszeg–Felszeg / Váradi Pál, Borbély Anikó – Zrínyi
- Kulcs a muzsikához / Pécsi Géza – Tankönyvkiadó
- Magyarország nemzeti atlasza – Magyar Tudományos Akadémia, Kartográfia

|  | Ez a lista egyelőre nem teljes. Segíts te is bővíteni, hogy teljes lista lehessen belőle! |

### 1991[1]
- Barczy Zoltán-Somogyi Győző: Királyért és hazáért (Corvina)
- Az emberiség krónikája (Officina Nova)
- Gazdag Erzsi: Meseforrás (Gazdag Erzsi Irodalmi Kuratórium)
- Márai Sándor: Napló-sorozat (Akadémia és Helikon Kiadó)
- Mészöly Miklós: Wimbledoni Jácint (Szépirodalmi)

|  | Ez a lista egyelőre nem teljes. Segíts te is bővíteni, hogy teljes lista lehessen belőle! |

### 1992
- A fa mitológiája / Jankovics Marcell – Csokonai
- Antikvitások kézikönyve / a magyar kiadást szerk. Takács Edit – Láng
- Érzékeny utazások Közép-Európán át / Békés Pál – Szépirodalmi
- Katolikus templomok Magyarországon / Dercsényi Balázs, Hegyi Gábor, Marosi Ernő, Török József – Hegyi és Társa
- Költögető : Gyermekversek / Kányádi Sándor – Századvég

|  | Ez a lista egyelőre nem teljes. Segíts te is bővíteni, hogy teljes lista lehessen belőle! |

### 1993
- A magyar líra kincsestára című sorozat – Unikornis
- A mogyeriektol Mohácsig / Varga Domokos – Tankönyvkiadó
- A napút festője : Csontváry Kosztka Tivadar / Papp Gábor – Pódium Műhely Egyesület
- Képes gyermek enciklopédia / a magyar változat főszerk. Katona Sándorné – Park
- Magyar írók élete és munkái : Új sorozat, VIII–XI. köt. / Gulyás Pál ; sajtó alá rend. Viczián János – Argumentum, MTA Könyvtára

|  | Ez a lista egyelőre nem teljes. Segíts te is bővíteni, hogy teljes lista lehessen belőle! |

### 1994[2]
- A keresztény világ atlasza – Helikon
- Félhold és kétfejű sas : A magyarság története 1526–1790 – Nemzeti Tankönyvkiadó
- Királyok könyve – Officina Nova
- Magyar népmesék / szerk. Katona Imre – Móra
- Magyar zene, magyar nyelv, magyar vers – Szépirodalmi

### 1995[3]
- Halász György (szerk.): Britannica Hungarica Világenciklopédia (Magyar Világ)
- Benedek Elek–Mühlbeck Károly: Toldi Miklós. Arany János balladája nyomán (Méliusz, Debrecen)
- Szemtanú sorozat (Park)
- Páskándi Géza: Magyar három király (Antológia, Lakitelek)
- Zala Mária (szerk.): Szentek lexikona (Dunakönyv)

### 1996[4]
- Parazsat evő paripa. Vál. és átdolg. Ágh István (Officina Nova)
- SH atlasz sorozat (Springer Hungarica)
- Nagy Elemér: Az építő Kós Károly (Balassi Kiadó–Kós Károly Alapítvány–Polis Kiadó)
- Az Osiris Kiadó társadalomtudományi tankönyvei
- Magyar nagylexikon (Akadémiai Kiadó)

### 1997[5]
- Világ-Egyetem sorozat (Kulturtrade K.)
- Gerő András et al.: Volt egyszer egy Magyarország. A századvég és a századelő világa (Magyar Nemzeti Múzeum–Balassi K.)
- Nagy magyar mesemondók sorozat (Unikornis K.)
- Osiris klasszikusok sorozat
- Rónai Mihály András: Nyolc évszázad olasz költészete (Magvető)

### 1998
- A magyar századforduló, 1896–1914 / vál. Éri Gyöngyi, Jobbágyi Zsuzsanna – Corvin
- Magyar borkultúra / Török Sándor, Mercz Árpád – Mezőgazda
- Regélő váraink / Csorba Csaba – Magyar Könyvklub
- Új képes történelem : Magyarország történetét feldolgozó kötetek – Magyar Könyvklub, Helikon
- Világörökségünk: az emberiség kincsei : Muemlékek és nemzeti parkok az UNESCO védelmében / Thomas Veser – Officina Nova, Magyar Könyvklub

|  | Ez a lista egyelőre nem teljes. Segíts te is bővíteni, hogy teljes lista lehessen belőle! |

### 1999[6]
- Komáromi Gabriella: A gyermekkönyvek titkos kertje. Pannonica Kiadó, 1998
- Benedetta Gallizia di Vergano: Az óra / A Műkincshatározó sorozatból. Officina Nova, 1998
- Magyar szókincstár. Főszerk. Kiss Gábor. Tinta Könyvkiadó, 1998
- Petőfi Sándor élete és kora. Írta és összeállította: Kerényi Ferenc. Unikornis, 1998
- Horváth Péter: Miről mesél a múlt? Történelem és társadalomismeret 10–12 éveseknek. Nemzeti Tankönyvkiadó, 1998

### 2000[7]
- Kortárs magyar művészeti lexikon (főszerk. Fitz Péter). Bp. 1999, Enciklopédia
- Magyar Kódex 1–2. Bp. 1999, Kossuth K.
- Romsics Ignác: Magyarország története a XX. században. Bp. 1999, Osiris
- Magyarország védett növényei. Bp. 1999, Mezőgazd. K.
- Gerle János, Lugosi László: A szecesszió Budapesten. Bp. 1999, Magyar Könyvklub

### 2001
- Gergely Anikó: Magyar kóstoló. – Bp.: Vince Kiadó
- Kalandozás a keresztény művészet világában. – Bp.: Athenaeum
- Nagy képes millenniumi hadtörténet. -Bp.: Rubicon – Aquila
- Pannonhalma: a hegyen épült város. – Bp.: Magyar Könyvklub – Pannonhalmi Apátság
- Vámos Miklós: Apák könyve. – Bp.: Ab Ovo
- Kortárs Magyar Művészeti Lexikon (szerk.: Fitz Péter) – Bp., Enciklopédia Kiadó

### 2002
- Magyar történelmi városok (szerk. Karádi Ilona). – Bp: Magyar Könyvklub
- Bús János–Szabó Péter: Béke poraikra. – Bp.: Varietas 93 Kft.
- Magyar építészet sorozat, Buzás Gergely: Gótika és kora reneszánsz. –Bp.: Kossuth
- Esti tündérmesék / összeállította Boldizsár Ildikó. – Bp.: Novella
- Faludy György: Latin költészet. – Bp.: Glória

### 2003
- Kincsek a nemzet könyvtárából / szöveg: Monok István; fotók: Hapák József és Száraz Miklós György: Magyarország csodái. Budapest, 2002. Magyar Könyvklub
- Szabó Magda: Für Elise. Budapest, 2002. Európa
- Gall, Antony: Kós Károly műhelye. Tanulmány és adattár Budapest, 2002. Mundus
- Pap János: Hang – ember – hang: rendhagyó hangantropológia. Budapest, 2002. Vince Kiadó
- Bölcsics Márta–Csordás Lajos: Budapesti Krúdy-kalauz. Budapest, 2002. Helikon

### 2004
- Kolta Magdolna: Képmutogatók:  A fotográfiai látás kultúrtörténete. – [Kecskemét] : Magyar Fotográfiai Múzeum, 2003. – 193 p. : ill. – (A magyar fotográfia történetéből; 29)
- Könyvtárosok kézikönyve (szerk. Horváth Tibor ; Papp István). 5. köt. Segédletek / [írták] Poprády Géza, Berke Zsuzsa, Hegyközi Ilona; a mutatót összeáll. Papp István. – Osiris, 2003. 454 p.
- Mednyánszky: Kiállítás a Magyar Nemzeti Galériában. Kossuth, 2003. 414 p.
- Varró Dániel: Túl a Maszat-hegyen. – Magvető, 2003. 205 p.
- Walker, Alan: Liszt Ferenc. – Budapest : Editio Musica. 1.: A virtuóz évek, 1811–1847. – 2., jav. kiad. – 2003. 479 p. ; 3. köt.: Az utolsó évek, 1861–1886. – 2003. – 557 p.

### 2005
- Kalotás Zsolt: Nemzeti parkok Magyarországon. Természet és táj. Alexandra
- Kányádi Sándor: Zümmögő. Holnap Kiadó
- Képes magyar zenetörténet. Szerk. Kárpáti János. Rózsavölgyi és Társa
- Laczkó Krisztina–Mártonfi Attila: Helyesírás. Osiris
- Laubier, Guillaume de – Bosser, Jacques: A világ legszebb könyvtárai. Korona

### 2006
- Világirodalom (főszerk.: Pál József).- Akadémiai Kiadó Rt.
- Magyar művelődéstörténeti lexikon. Balassi Kiadó
- Reich Károly [Album.] Szerk. Kratochwill Mimi. Nap Kiadó
- Barbier, Frédéric: A könyv története. Ford. Balázs Péter. Osiris
- Deáky Zita – Krász Lilla: Minden dolgok kezdete. A születés kultúrtörténete Magyarországon a XVI–XX. században. Századvég Kiadó

### 2007
- Faludy György: A Pokol tornácán. Pécs: Alexandra. – Faludy György: Karoton. Pécs : Alexandra
- Gáborjáni Szabó Botond, Hapák József: A Debreceni Református Kollégium kincsei. – Debrecen : Blende Bt.
- Sisa József: A magyar klasszicizmus. – Bp.: Corvina. (Stílusok – korszakok; 4)
- Monok István–Buda Attila: A magyar bibliofília képeskönyve. Bp. : Korona – OSZK
- Rózsa György: Magyar elsők – Bp.: Kossuth. + Krónika, 1956 (főszerk. Izsák Lajos). – Kossuth; Tekintet Alapítvány

### 2008
- Gyenge Zoltán: Kierkegaard élete és filozófiája. – Máriabesnyő ; Gödöllő : Attraktor K.
- A világ tizenkét tételben : versolvasókönyv gyermekeknek (szerk. Falcsik Mari). – Budapest : Helikon
- Magyarország emlőseinek atlasza (szerk. Bihari Zoltán, Csorba Gábor, Heltai Miklós). – Budapest : Kossuth
- Romsics Ignác: A 20. század képes története : Magyarország története – világtörténet. – Budapest : Rubicon
- Hermann Róbert, Molnár András: Saját utamat jártam : Batthyány Lajos miniszterelnök, 1807–1849. – Zalaegerszeg : Zala Megyei Levéltár

### 2009
- Hétköznapi élet Mátyás király korában. – Bp. : Corvina Kiadó
- Óz, a csodák csodája. – Bp. : General Press Kiadó
- Magyarországi barokk kertművészet. – Bp. : Helikon Kiadó
- Magyarország története képekben, valamint Petőfi Sándor élete és költészete. – Bp. : Osiris Kiadó
- Ady, a portrévá lett arc: Ady Endre összes fényképe. – Bp. : Petőfi Irodalmi Múzeum

### 2010
- Surányi Imre: Az Egri Főegyházmegyei Könyvtár könyvritkaságai – válogatás a 11–19. századokban megjelent kéziratos és nyomtatott művek közül. – Eger: Líceum Kiadó
- Boldizsár Ildikó–Szegedi Katalin: Királylány születik. – Bp.: Naphegy Kiadó
- Pannon Enciklopédia – a magyar építészet története: kitekintéssel a Kárpát-medence egészére. – Bp.: Urbis Könyvkiadó

### 2011
- Imrehné Sebestyén Margit: Divatok és korok. – Celldömölk: Apáczai Kiadó
- G. Szász Ilona: A mindentvarró tű. Szegedi Katalin rajzaival. – Bp.: General Press
- Sorsával tetováltan önmaga : válogatás Lesznai Anna naplójegyzeteiből / … vál., jegyz. ell., a mellékleteket és az illusztrációs anyagot összeáll. Török Petra. – Bp.: Petőfi Irodalmi Múzeum; Hatvan : Hatvany Lajos Múzeum

### 2012
- Deáky Zita: „Jó kis fiúk és leánykák” : A kisgyermekkor történeti néprajza Magyarországon. Budapest: Századvég
- Kengyel Miklós: Perkultúra: a bíróságok világa. – Budapest: Dialóg Campus
- Képes magyar zenetörténet (szerk. Kárpáti János). – Budapest: Rózsavölgyi és Társa Kiadó

### 2013
- Levélben értesítsen engem! Kortársak Széchényi Ferenc könyvtáralapításáról / szerk., a leveleket vál. és sajtó alá rend. Deák Eszter és Zvara Edina. – Budapest: OSZK-Kossuth
- Nyáry Krisztián: Így szerettek ők: magyar irodalmi szerelmeskönyv. – Budapest: Corvina
- Elfelejtett lények boltja (szerk. Lovász Andrea; [írták Bátky András et al.] ; [ill. Gyöngyösi Adrienn et al.]). – Szentendre: Cerkabella

### 2014
- Kovács Emőke: Régi idők Balatonja. – Budapest: Széphalom Könyvműhely
- Umberto Eco: A legendás földek és helyek története. – Budapest: Európa
- Hajdu Edit: Magyar szőlőfajták. – Budapest: Mezőgazda Kiadó

### 2015
- Berg Judit: Lengemesék. – Budapest: Sanoma
- Natura 2000 (szerk. Haraszthy László). – Csákvár: Pro Vértes Alapítvány
- Jalsovszky Katalin, Tomsics Emőke, Toronyi Zsuzsanna: A magyarországi zsidóság képes története. Budapest: Vince

### 2016
- 100 magyar népmese. – Pécs: Alexandra
- Csányi Vilmos: Íme, az Ember. – Budapest: Libri
- Podhorányi Zsolt: Mesélő kastélyok. – Budapest: Kossuth

### 2017
- Árnyékban éles fény vagy – A Radnóti-házaspár fényképei / szerk. Krähling Edit -Budapest: Jaffa
- Mesélő Budapest / Tittel Kinga - Budapest: Kolibri
- Emlékeim, naplótöredékek, levelek / Munkácsy Mihály -Budapest: Szépmíves

### 2018
- Molnár Katalin: Lamping József 1881 – 1939: a század eleji Kaposvár építésze – Takáts Gyula Megyei és Városi Könyvtár
- Fodor Veronika: Szentivánéji álom – Holnap Kiadó
- A magyar politikai karikatúra története / szerk. Tamás Ágnes – Országház Könyvkiadó

### 2019
- Rozsondai Marianne: A magyar könyvkötés a gótikától a művészkönyvekig – Kossuth Kiadó, MTA Könyvtár és Információs Központ
- Víg Károly: A rovartani kutatások története Magyarországon: A kezdetektől a Magyar Entomológiai Társaság megalapításig – Savaria Múzeum
- I. Mátyás és az igazságszolgáltatás. Az Országos Bírósági Hivatal tudományos konferenciája szerk. Peres Zsuzsanna, Révész T. Mihály – Országos Bírósági Hivatal

### 2020
- Kertész Edina: A lány, aki szavakkal varázsolt – Naphegy Könyvkiadó
- Kocsis Noémi: Bakancslista – Magyarország – 777 lenyűgöző hazai kaland és úti cél – Scolar Kiadó
- Petercsák Tivadar: A magyar képeslap története – Látóképek, csókküldemények, ünnepi üdvözletek – Kossuth Kiadó

### 2021
- Galambos Krisztina, Orbánné Horváth Márta, Szabó Béla: Győri képeskönyv. Emlékművek, köztéri képzőművészeti alkotások, táblák – Dr. Kovács Pál Könyvtár és Közösségi Tér
- Boldizsár Ildikó: Amália álmai. Mesék a világ legszomorúbb boszorkányáról – Pagony Kiadó
- Marék Veronika: Kéményseprő Kelemen – Magvető Kiadó

### 2022
- Kerek élet fája. Jeles napok mesekalendáriuma. Bajzáth Mária válogatása, Gyetkó Krisztina rajzaival. Lampion könyvek – Centrál Médiacsoport
- Kocsis Noémi: Bakancslista. Kastélyok, várak, kúriák. Titkok, tárgyak, történetek. Scolar Kiadó
- Zsoldos Attila: A 800 éves Aranybulla. Országház Könyvkiadó

### 2023
- Bajzáth Mária: Erdők-mezők népmeséi. Bp. : Lampion, 2023
- Chronica Hungarorum 1473 Fakszimile kiadás és kísérőkötet. Budapest : Országos Széchényi Könyvtár, 2023
- Buda & Pest : egy város zivataros századaiból. Bp. : Historycum, 2023

## Külső hivatkozások
- Magyar Könyvtárosok Egyesülete - Fitz József-könyvdíj